# José Manuel Ochotorena
José Manuel Ochotorena Santacruz (ur. 16 stycznia 1961 w San Sebastián), piłkarz hiszpański pochodzący z Kraju Basków, grający na pozycji bramkarza. Obecnie trener bramkarzy w Valencii i w reprezentacji Hiszpanii.

## Kariera klubowa
Ochotorena pochodzi z Kraju Basków, ale karierę piłkarską rozpoczął w Madrycie, w szkółce piłkarskiej Realu Madryt. W 1981 roku był członkiem pierwszej drużyny Realu, 11 kwietnia 1982 zadebiutował w Primera División w wygranym 2:1 wyjazdowym spotkaniu z CD Castellón. Był to jego jedyny mecz w tamtym sezonie i nie mogąc przebić się do pierwszego składu został zesłany do rezerw. Tam występował do 1984 roku i wtedy został przywrócony do pierwszego składu Realu przez trenera Amancio Amaro. Jako rezerwowy wywalczył z Realem Puchar UEFA. Zaliczył tylko trzy spotkania w sezonie, ale już w kolejnym wygrał rywalizację z Agustínem Rodríguezem. Po raz pierwszy w karierze został mistrzem Hiszpanii, a także drugi raz z rzędu wywalczył Puchar UEFA (nie wystąpił w finałowych spotkaniach z niemieckim 1. FC Köln). W 1988 roku znów został mistrzem kraju, ale tym razem był rezerwowym dla Agustína.
Latem 1988 Ochotorena został bramkarzem Valencii CF. W jej barwach zadebiutował 4 września w zremisowanym 0:0 spotkaniu z Realem Saragossa. W Valencii został pierwszym bramkarzem i w pierwszym swoim sezonie na Estadio Mestalla zajął 3. miejsce w La Liga. Natomiast w 1990 roku wywalczył z Valencią wicemistrzostwo Hiszpanii, a w klubie tym grał do końca sezonu 1991/1992 (nie rozegrał w nim żadnego ligowego spotkania i był rezerwowym dla José Manuela Sempere.
Latem 1992 Ochotorena przeszedł do CD Tenerife i 25 października zaliczył debiut w meczu z CD Logroñés, ale przegrywał rywalizację z dawnym kolegą z Realu, Agustínem. W sezonie 1994/1995 bronił bramki Logroñés, a po sezonie trafił do Racingu Santander. Tam pierwszym bramkarzem był José María Ceballos, a Ochotorena zaliczył tylko jedno spotkanie. W 1996 roku zakończył piłkarską karierę w wieku 35 lat.
| Sezon   | Klub                 | Kraj      | Rozgrywki        | Mecze | Bramki |
| ------- | -------------------- | --------- | ---------------- | ----- | ------ |
| 1981/82 | Real Madryt          | Hiszpania | Primera División | 1     | 0      |
| 1982/83 | Real Madryt Castilla | Hiszpania | Segunda División | ?     | 0      |
| 1983/84 | Real Madryt Castilla | Hiszpania | Segunda División | ?     | 0      |
| 1984/85 | Real Madryt          | Hiszpania | Primera División | 3     | 0      |
| 1985/86 | Real Madryt          | Hiszpania | Primera División | 23    | 0      |
| 1986/87 | Real Madryt          | Hiszpania | Primera División | 0     | 0      |
| 1987/88 | Real Madryt          | Hiszpania | Primera División | 2     | 0      |
| 1988/89 | Valencia CF          | Hiszpania | Primera División | 37    | 0      |
| 1989/90 | Valencia CF          | Hiszpania | Primera División | 37    | 0      |
| 1990/91 | Valencia CF          | Hiszpania | Primera División | 40    | 0      |
| 1991/92 | Valencia CF          | Hiszpania | Primera División | 0     | 0      |
| 1992/93 | CD Tenerife          | Hiszpania | Primera División | 4     | 0      |
| 1993/94 | CD Tenerife          | Hiszpania | Primera División | 8     | 0      |
| 1994/95 | CD Logroñés          | Hiszpania | Primera División | 20    | 0      |
| 1995/96 | Racing Santander     | Hiszpania | Primera División | 1     | 0      |

## Kariera reprezentacyjna
W reprezentacji Hiszpanii Ochotorena zadebiutował 20 września 1989 roku w wygranym 1:0 towarzyskim meczu z Polską. W 1990 roku został powołany przez Luisa Suáreza do kadry na Mistrzostwa Świata we Włoszech, ale był tam rezerwowym dla Andoniego Zubizarrety. Mecz z Polską był jego jedynym w kadrze narodowej Hiszpanii.

## Kariera trenerska
Po zakończeniu kariery Ochotorena został trenerem. Szkolił bramkarzy w Valencii i reprezentacji Hiszpanii, a w lipcu 2004, gdy menedżerem Liverpoolu został Rafael Benítez, Ochotorena został trenerem bramkarzy w tym klubie zastępując Joego Corrigana. W lipcu 2007 wrócił do Valencii, a zastąpił go Xavi Valero. W 2013 roku ponownie został trenerem bramkarzy w Valencii. Zatrudnił go Miroslav Đukić.